# Stuckertiella capitata
Stuckertiella capitata là một loài thực vật có hoa trong họ Cúc. Loài này được (Wedd.) Beauverd miêu tả khoa học đầu tiên năm 1913.